# セイ・ユール・ビー・ゼアー
「セイ・ユール・ビー・ゼアー」（Say You'll Be There）は、スパイス・ガールズの楽曲。彼女達にとって2枚目のシングルとして1996年にリリースされ、同年にリリースされたスパイス・ガールズのデビュー・アルバム『スパイス』に収録されている。作詞はスパイス・ガールズ、ジョナサン・バック、エリオット・ケネディ。また、UKチャートで2週連続1位をマーク。 全米やカナダのチャートでは3位を記録した。

## 内容
この曲の歌詞の意味は、「男の子は、女の子が必要とするそのときその場所にいるという約束をする」という意味である。メンバーのメラニー・ブラウンが短いラップを歌っているところが有名でもあり、また、文法のミスもこの曲から多々みられることでも有名。例として、"throwing far too much emotions at me" というパートがある。

## チャート・パフォーマンス
スパイス・ガールズの大ヒットデビュー曲「ワナビー」が長期にわたり各国のチャートを支配した後、同曲がチャートからようやく消えていくころに「セイ・ユール・ビー・ゼアー」はUKで1996年10月14日にリリースされた。1週目で20万枚を売り上げると「ワナビー」同様、すぐさまにシングルチャート1位をマークした。また、彼女たちにしては珍しくフィンランドでも1位を獲得した。オーストラリアでは10位をマークした。北アメリカでは1997年5月6日にリリースされた。カナダのシングルチャートでは1位をマークすると、2週目も1位、そして15週間トップ40にとどまった。また、アメリカではビルボード100チャートに1週目で5位をマークし、これは当時アメリカ人以外のアーティストがビルボード・チャートで記録した初登場の最高位である。

## ライブでの披露
スパイス・ガールズが行うライブでは、必ずといっていいほどこの曲は歌われる。メンバーのジェリ・ハリウェルが脱退した後は、エマ・バントンがそのパートを担当している。

## トラック・リスト
- UK CD1

1. "Say You'll Be There" （シングル・ミックス）
2. "Take Me Home"
3. "Say You'll Be There" （Junior's メイン・パス）
4. "Say You'll Be There" （インストゥルメンタル）

- UK CD2

1. "Say You'll Be There" [シングル・ミックス] - 3:56
2. "Say You'll Be There" [Spice Of Life ミックス] - 7:01
3. "Say You'll Be There" [Linslee's Extended ミックス] - 4:09
4. "Say You'll Be There" [Junior's Dub Girls] - 8:29

- USA CD

1. "Say You'll Be There"
2. "Take Me Home"

## チャート
| チャート (1996–1997年)                   | 最高位 |
| ---------------------------------------- | ------ |
| オーストラリア (ARIA)                    | 12     |
| オーストリア (Ö3 Austria Top 40)         | 7      |
| ベルギー (Ultratop 50 Flanders)          | 8      |
| ベルギー (Ultratop 50 Wallonia)          | 3      |
| カナダ トップシングルス (RPM)            | 5      |
| カナダ アダルト・コンテンポラリー (RPM)  | 29     |
| デンマーク (トラックリステン)            | 2      |
| ヨーロッパ (European Hot 100 Singles)    | 1      |
| フィンランド (Suomen virallinen lista)   | 1      |
| フランス (SNEP)                          | 2      |
| ドイツ (GfK Entertainment charts)        | 16     |
| アイスランド (Íslenski Listinn Topp 40)  | 20     |
| アイルランド (IRMA)                      | 2      |
| オランダ (Dutch Top 40)                  | 6      |
| オランダ (Single Top 100)                | 5      |
| ニュージーランド (Recorded Music NZ)     | 2      |
| ノルウェー (VG-lista)                    | 2      |
| スコットランド (Official Charts Company) | 1      |
| スペイン (AFYVE)                         | 2      |
| スウェーデン (Sverigetopplistan)         | 4      |
| スイス (Schweizer Hitparade)             | 4      |
| UK シングルス (OCC)                      | 1      |
| US Billboard Hot 100                     | 3      |
| US Adult Top 40 (Billboard)              | 24     |
| US Dance Singles Sales (Billboard)       | 9      |
| US Pop Airplay (Billboard)               | 2      |
| US Rhythmic (Billboard)                  | 3      |

| チャート (1996年)                | 順位 |
| -------------------------------- | ---- |
| ベルギー (Ultratop 50 Flanders)  | 89   |
| ベルギー (Ultratop 50 Wallonia)  | 29   |
| ヨーロッパ (Eurochart Hot 100)   | 36   |
| フランス (SNEP)                  | 44   |
| オランダ (Dutch Top 40)          | 62   |
| オランダ (Single Top 100)        | 64   |
| スウェーデン (Sverigetopplistan) | 22   |
| イギリス (OCC)                   | 4    |

| チャート (1997年)              | 順位 |
| ------------------------------ | ---- |
| オーストラリア (ARIA)          | 45   |
| カナダ (RPM)                   | 35   |
| ヨーロッパ (Eurochart Hot 100) | 49   |
| フランス (SNEP)                | 67   |
| 全米 Billboard Hot 100         | 28   |

UKでの売り上げ約93万枚